# Abbadia San Salvatore

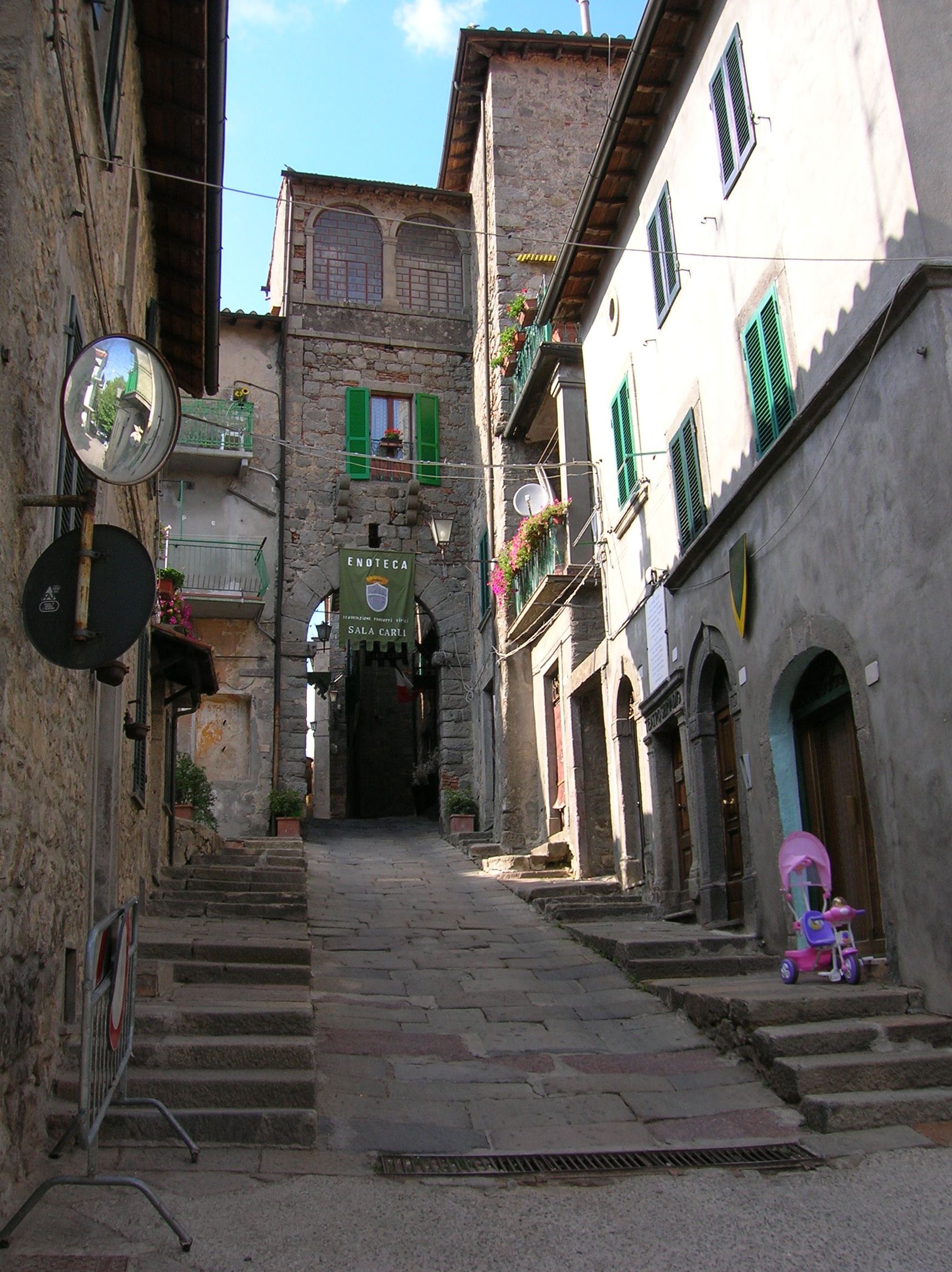
Centro histórico

Abbadia San Salvatore es un municipio italiano de la provincia de Siena, en Toscana. Tiene una población estimada, a principios de 2021, de 6.157 habitantes.
Debe su nombre a la antigua Abbazia San Salvatore.

Ubicación del término municipal de Abbadia San Salvatore dentro de la provincia de Siena.

## Evolución demográfica
| Gráfica de evolución demográfica de Abbadia San Salvatore entre 1861 y 2021 |
|                                                                             |
| Fuente ISTAT - elaboración gráfica de Wikipedia                             |

## Economía

### Turismo
Abbadia San Salvatore es hoy uno de los centros turísticos más importantes del monte Amiata y de la propia Toscana. A lo largo de los años, se han ampliado los alojamientos tanto de invierno como de verano y se organizan varios eventos.
En la localidad de Abbadia, que extiende sus fronteras hasta la cima de la Amiata, hay instalaciones para deportes de invierno y 12 km de pistas de esquí. Desde el pueblo, rodeado de bosques de castaños, se puede acceder a senderos naturales para realizar caminatas y cabalgatas.